# Universität Burgos

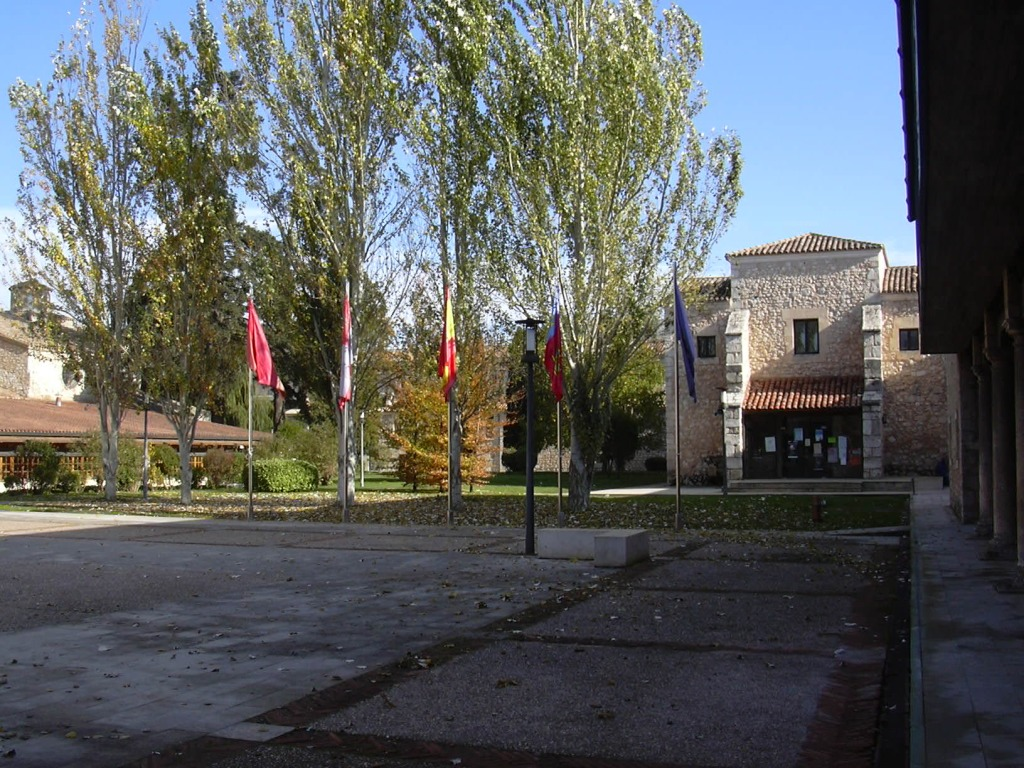
Der Patio de Romeros des Hospital del Rey; Sitz der Universität Burgos.

Die Universität Burgos (span. Universidad de Burgos) ist eine staatliche Hochschule, die 1994 aus der Abspaltung des Campusteils in Burgos der Universität Valladolid hervorging.

## Fakultäten
- Naturwissenschaften (Facultad de Ciencias)
- Wirtschaftswissenschaften (Facultad de Ciencias Económicas y Empresariales)
- Rechtswissenschaft (Facultad de Derecho)
- Geisteswissenschaften/Erziehungswissenschaft (Facultad de Humanidades y Educación)
- Ingenieurwissenschaften (Escuela Politécnica Superior)

## Angeschlossene Bildungseinrichtungen
- Schule für Krankenpflege (Escuela Universitaria de Enfermería)
- Schule für Arbeitsbeziehungen (Escuela Universitaria de Relaciones Laborales)
- Schule für Tourismus (Escuela Universitaria de Turismo)

## Campus
Die Fakultäten und Institute verteilen sich auf zwei Campus:
- San Amaro/Hospital del Rey: Im Westen von Burgos liegt das Hospital del Rey. Dort finden sich das Rektorat, die Zentralverwaltung, die Universitätsbibliothek und die Mensa.
- Río Vena/Vigón: Im Zentrum der Stadt finden sich der ursprüngliche Sitz der Polytechnischen Oberschule sowie die Gebäude der Universidad Nacional de Educación a Distancia (UNED, „Nationale Fernuniversität“).